# Canton de Boëme-Échelle
Le canton de Boëme-Échelle est une circonscription électorale française du département de la Charente créée par le décret du 20 février 2014 et entrée en vigueur lors des élections départementales de 2015.

## Histoire
Un nouveau découpage territorial de la Charente entre en vigueur en mars 2015, défini par le décret du 20 février 2014, en application des lois du 17 mai 2013 (loi organique 2013-402 et loi 2013-403). Les conseillers départementaux sont, à compter de ces élections, élus au scrutin majoritaire binominal mixte. Les électeurs de chaque canton élisent au Conseil départemental, nouvelle appellation du Conseil général, deux membres de sexe différent, qui se présentent en binôme de candidats. Les conseillers départementaux sont élus pour 6 ans au scrutin binominal majoritaire à deux tours, l'accès au second tour nécessitant 12,5 % des inscrits au 1er tour. En outre la totalité des conseillers départementaux est renouvelée. Ce nouveau mode de scrutin nécessite un redécoupage des cantons dont le nombre est divisé par deux avec arrondi à l'unité impaire supérieure si ce nombre n'est pas entier impair, assorti de conditions de seuils minimaux. Dans la Charente, le nombre de cantons passe ainsi de 35 à 19. Le nouveau canton de Boëme-Échelle est formé principalement à partir de communes des anciens cantons de Blanzac-Porcheresse, Villebois-Lavalette et de Soyaux.

## Représentation
| Période élective | Période élective | Mandat | Mandat   | Identité             | Nuance | Nuance | Qualité |
| ---------------- | ---------------- | ------ | -------- | -------------------- | ------ | ------ | --- |
| 2015             | 2021             | 2015   | 2021     | Marie-Claude Rochard |        | DVG    | Employée d'une entreprise artisanale Conseillère municipale de Roullet-Saint-Estèphe jusqu'en 2020               |
| 2015             | 2021             | 2015   | 2021     | Jean-Michel Tamagna  |        | PS     | Retraité Conseiller municipal (jusqu'en 2020)(et ancien maire) de Fouquebrune                                    |
| 2021             | 2028             | 2021   | en cours | Michel Carteret      |        | DVG    | Chef d'entreprise Maire de Mouthiers depuis 2014                                                                 |
| 2021             | 2028             | 2021   | en cours | Célia Helion         |        | DVG    | Chef d'entreprise Conseillère municipale de Roullet-Saint-Estèphe 10ème Vice-Présidente du conseil départemental |

### Résultats détaillés

#### Élections de mars 2015
À l'issue du 1er tour des élections départementales de 2015, trois binômes sont en ballottage : Marie-Claude Rochard et Jean-Michel Tamagna (Union de la Gauche, 36,3 %), Annick Andrieux et François Lucas (Union de la Droite, 34,74 %) et René Diamanti et Marilyne Nicoleau (FN, 28,96 %). Le taux de participation est de 48,91 % (6 774 votants sur 13 850 inscrits) contre 50,21 % au niveau départementalet 50,17 % au niveau national.
Au second tour, Marie-Claude Rochard et Jean-Michel Tamagna (Union de la Gauche) sont élus avec 39,47 % des suffrages exprimés et un taux de participation de 51,6 % (2 683 voix pour 7 147 votants et 13 850 inscrits).

#### Élections de juin 2021
Le premier tour des élections départementales de 2021 est marqué par un très faible taux de participation (33,26 % au niveau national). Dans le canton de Boëme-Échelle, ce taux de participation est de 31,87 % (4 520 votants sur 14 182 inscrits) contre 33,39 % au niveau départemental. À l'issue de ce premier tour, deux binômes sont en ballottage : Michel Carteret et Célia Helion (Union à gauche, 55,68 %) et Annick Andrieux et Dominique Perez (DVC, 44,32 %).
Le second tour des élections est marqué une nouvelle fois par une abstention massive équivalente au premier tour. Les taux de participation sont de 34,3 % au niveau national, 33,99 % dans le département et 33,45 % dans le canton de Boëme-Échelle. Michel Carteret et Célia Helion (Union à gauche) sont élus avec 56,14 % des suffrages exprimés (2 477 voix pour 4 745 votants et 14 186 inscrits),,.

## Composition
Le nouveau canton de Boëme-Échelle comprend treize communes entières.
| Nom                                           | Code Insee | Intercommunalité  | Superficie (km2) | Population (dernière pop. légale) | Densité (hab./km2) | Modifier                                    |
| --------------------------------------------- | ---------- | ----------------- | ---------------- | --------------------------------- | ------------------ | ------------------------------------------- |
| Roullet-Saint-Estèphe (bureau centralisateur) | 16287      | CA GrandAngoulême | 41,50            | 4 334 (2022)                      | 104                | modifier les données · modifier les données |
| Bouëx                                         | 16055      | CA GrandAngoulême | 15,64            | 845 (2022)                        | 54                 | modifier les données · modifier les données |
| Claix                                         | 16101      | CA GrandAngoulême | 14,87            | 1 058 (2022)                      | 71                 | modifier les données · modifier les données |
| Dignac                                        | 16119      | CA GrandAngoulême | 27,66            | 1 373 (2022)                      | 50                 | modifier les données · modifier les données |
| Dirac                                         | 16120      | CA GrandAngoulême | 29,29            | 1 509 (2022)                      | 52                 | modifier les données · modifier les données |
| Garat                                         | 16146      | CA GrandAngoulême | 19,44            | 2 111 (2022)                      | 109                | modifier les données · modifier les données |
| Mouthiers-sur-Boëme                           | 16236      | CA GrandAngoulême | 34,71            | 2 358 (2022)                      | 68                 | modifier les données · modifier les données |
| Plassac-Rouffiac                              | 16263      | CA GrandAngoulême | 11,97            | 379 (2022)                        | 32                 | modifier les données · modifier les données |
| Sers                                          | 16368      | CA GrandAngoulême | 14,17            | 903 (2022)                        | 64                 | modifier les données · modifier les données |
| Torsac                                        | 16382      | CA GrandAngoulême | 28,55            | 724 (2022)                        | 25                 | modifier les données · modifier les données |
| Vœuil-et-Giget                                | 16418      | CA GrandAngoulême | 8,48             | 1 594 (2022)                      | 188                | modifier les données · modifier les données |
| Voulgézac                                     | 16420      | CA GrandAngoulême | 13,42            | 242 (2022)                        | 18                 | modifier les données · modifier les données |
| Vouzan                                        | 16422      | CA GrandAngoulême | 16,27            | 822 (2022)                        | 51                 | modifier les données · modifier les données |
| Canton de Boëme-Échelle                       | 1604       |                   | 275,97           | 18 252 (2022)                     | 66                 | modifier les données                        |

## Démographie
En 2022, le canton comptait 18 252 habitants, en évolution de +1,34 % par rapport à 2016 (Charente : −0,48 %, France hors Mayotte : +2,11 %).
| 2013   | 2018   | 2022   |
| ------ | ------ | ------ |
| 17 986 | 18 128 | 18 252 |